# Oceanul Atlantic de Sud

## Condiții hidrologice

### Hula
Atlanticul de Sud este împărțit în trei zone din punct de vedere al hulei:
- Atlanticul de Sud  0º-20ºS: hulă ușoară spre moderat, rareori puternică; de la sud-est în partea de est a zonei și de la sud-est spre est în partea de vest a zonei.
- Atlanticul de Sud 20ºS-40ºS: hulă în general moderată, doar câteodată puternică; în partea de est a zonei, direcția este din sud; direcția este variabilă în partea de vest a zonei, dar în general din directia nord-est si nord.
- Atlanticul de Sud 40ºS-60ºS: hulă în general moderată, dar în sudul extrem este deseori puternică. Vânturile cele mai puternice bat dinspre nord-vest împreună cu nori groși și o scădere a barometrului; ei sunt urmați de vânt de sud-vest odată cu creșterea barometrului și cer senin. Vara frecvența mării înalte și furtunilor până la 64º lat. S, unde viteza vântului e scăzută, altfel furtuni puternice apar din timp în timp. Majoritatea mării înalte și hula apar dinspre vest.

### Curenții
Majoritatea Oceanului Atlantic de Sud este ocupat de curenți ce formează o circulație inversă acelor de ceasornic. Curentul ecuatorial de sud din nord are direcția spre vest, iar cel din sud are tot directia vest, dar cu o viteză mai mică. Acest curent mai slab și aproape constant poartă numele de curent subtropical de sud.
Majoritatea curenților ecuatoriali de sud își schimbă direcția spre nord-vest în apropierea Indiilor de Vest și în apropierea coastelor Braziliei. În partea de sud a zonei curentul atinge o viteză de două noduri. Curenții subtropicali de sud care își schimbă direcția spre sud-vest în apropierea coastelor Braziliei dau naștere curentului brazilian care se extinde și curge spre sud-vest paralel cu coasta în zona 34ºS-37ºS.
Curenții oceanici de sud schimbă direcția spre nord în apropierea Cabo de Hornos și formeaza curentul Falkland, care trece la vest de Insulele Falkland și continuă spre nord în apropirea estuarului Rio de Plata din noiembrie până în aprilie. Pentru restul anului curentul se extinde spre nord ajungând la lat. 25ºS în iunie.
Pe coastele Africii circulă curentul Benguela care se împarte și în curenții Agulhas odată cu trecerea Capului Bunei Speranțe. La latitudini mai mari curentul devine variabil, apoi înspre nord are direcție progresivă spre vest menținând o viteză de jumătate de nod. Se dezvoltă între august și octombrie, cât mai departe de Golful Walvis.

## Condiții meteorologice

### Temperatura aerului
O deplasare considerabilă spre ecuator a izotermelor este constantă de-a lungul coastelor de sud-vest ale Africii, unde acțiunea curenților reci determină o temperatură mai scazută (curentul Benguelei).
Temperaturile pe timpul iernii scad dinspre ecuator (25ºC) spre sud ajungând până la 0ºC, iar pe timpul verii ajung până la 10ºC în zona de sud; la ecuator temperatura rămâne constantă pe tot timpul anului.

### Presiunea atmosferică
În regiunea ecuatorială se distinge o centură de presiune caracterizată prin valori de presiune cu puțin mai mici decât cea a presiunii normale (1011 – 1018 mbar). Această zonă se numește talveg ecuatorial, deoarece este încadrată, la nord și la sud, de zone de înaltă presiune, denumite centuri subtropicale.
Centura subtropicală din emisfera sudică include două celule de presiune la est de sudul Africii, în centrul lor presiunea atingând valori de 1027 mbar, îndeosebi în luna iulie. Spre nord și sud de centurile subtropicale de înaltă presiune se întâlnesc centuri de joasă presiune, care se extind până în zonele arctice (984 mbar).

### Umiditate
La ecuator umiditatea relativă oscilează în jurul a 85% în tot cursul anului.
Valorile medii anuale ale umidității relative sunt în general mai ridicate în emisfera sudică decât în cea nordică. În partea inferioară a zonei, valorile maxime ale umezilii relative oscilează în jurul valorii de 71% (în luna iulie), iar cele minime în jurul a 78% (luna ianuarie).
Amplitudinea variațiilor continuă să scadă pe masura creșterii latitudii până în jurul a 32º latitudine ajungându-se la 75-76%. La latitudini mai înalte se înregistrează din nou o creștere a amplitudinii, atingându-se variații maxime între 38º-42º latitudine la o umiditate relativă de 80-84% (lunile iulie si ianuarie). În emisfera sudică, la latitudini peste 57º variațiile sunt foarte reduse, umezeala relativă înregistrând valori de 85%.

### Norii
Zona ecuatorială se caracterizează printr-o nebulozitate ridicată, practic constantă pe tot timpul anului. Valorile medii identificate sunt 6 și 7.
Regiunea cu nebulozitate maximă (media anuala 7) se află situată la sud de ecuator, în apropierea coastelor africane. În regiunile tropicale se înregistrează nebulozitate scăzută (valoare medie 2-4). În regiunile cu climă temperată nebulozitatea este maximă în timpul iernii și minimă în timpul verii, cu unele excepții: zona situată pe coastele de est ale Americii de Sud până în apropiere de 30º lat. S, unde nebulozitatea nu atinge în general valori mari. Începând însă de la lat. peste 40º nebulozitatea crește puternic spre sud (valori 6 si 7).

### Ceața
La latitudini medii ceața de advecție se formează în general în sezonul rece, acoperind zone întinse și prezentând grosimi de sute de metri. Ceața de advecție este însoțită de vânt cu viteze cuprinse între 4-16 noduri. Este mai des întâlnită pe coastele sudice ale Africii.

### Precipitații
Zona ecuatorială și subecuatorială se caracterizează prin valori mari ale cantităților anuale de precipitații atmosferice. Valorile mai mari sunt înregistrate în apropierea coastelor Africii, cu medii anuale care depășesc 500 cm. Pe coastele de est ale Americii de Sud se înregistrează valori de 200 cm. În zonele tropicale se înregistrează cantități reduse de precipitații, între 100-300cm.

### Vânturi
Zona ecuatorială (4º lat. S) este cunoscută ca zona calmurilor (sau a calmului ecuatorial). Perioadele de calm nu se întâlnesc decât în proporție de 25% din durată, restul timpului fiind caracterizat de vânturi de suprafață cu direcții variabile și intensități reduse, care alternează cu calmuri și cu grenuri (furtuni violente de scurtă durată), însoțite de ploi torențiale, cu frecvente și puternice descărcări electrice.
Spre nord și sud de zona ecuatorială întâlnim zona vânturilor alizee, care se extinde pe aproximativ 1200 Km (între 5º-30º lat. S). Alizeele au o intensitate normală a vântului de forța 4-5. Sunt vânturi permanente caracterizate printr-o direcție stabilă. În această zonă acționează alizeele de sud-est. În zona de acțiune vremea este în general bună, iar cerul senin. În est înnorările sunt mai rare decât în vest, unde nebulozitatea și căderile de precipitații ating valori maxime vara. Vremea bună poate fi întreruptă de periculoase furtuni tropicale.
Vânturile de vest în emisfera de sud bat din direcția vest-nord-vest cu forțe mari. Vara intensitatea lor maximă este înregistrată în centura delimitată de lat. 55º S și 60º S, iar iarna, între lat. 50º S și 55º S.
Regiunea cuprinsă între aproximativ lat. 40º S și 50º S, prin care trec rutele navelor ce se îndreaptă spre părțile sudice ale Africii, spre America de Sud, este cunoscută sub denumirea roaring forties (vuietul de la 40º latitudine), iar vânturile de vest care suflă în această regiune sunt denumite forties.
În prezent, navele de transport moderne evită să coboare la latitudini mai mari de 40º S deoarece în aceste zone marea este permanent foarte agitată, nebulozitatea atinge valori ridicate, cad precipitații care reduc considerabil vizibilitatea, iar în timpul nopții există riscul coliziunii cu aisberguri.
Pamperos sunt vânturi de sud-vest, care ating brusc viteze de peste 100 de noduri (viteza maximă măsurată a fost de 107 noduri la Montevideo). Durata minimă de acțiune este de 3-4 zile, iar cea maximă, de peste 15 zile. Anual se înregistrează aproximativ 20 de pamperos la La Plata, 16 la Montevideo și 12 la Buenos Aires.
Sudestadas este un vânt care se declanșează în apropierea acelorași coaste. El agită puternic marea și aduce ploi torențiale ce reduc mult vizibilitatea. Viteza acestui vânt poate atinge și chiar depăși 80 de noduri.
Simoonul este un vânt de sud sau sud-est care bate pe coastele Marocului, îndeosebi către sfârșitul verii. Este vânt cald, uscat, purtător de praf și nisip.
Harmattanul este un vânt de nord sau nord-est care bate pe coastele Nigeriei în perioada decembrie-februarie.
Sondo este un vânt cald de nord, care bate pe coastele estice ale Americii de Sud, între Porto Alegre și Bahia Blanca. Depășește adeseori forța 6-7, îndeosebi vara.